# Самджубдзе
Самджубдзе (тиб. བསམ་འགྲུབ་རྩེ་ཆུས།, Вайли: bsam ’grub rtse, тиб. пиньинь: Samzhubzê, кит. упр. 桑珠孜区, палл. Sāngzhūzī qū) — район и административный центр города окружного значения Шигадзе в Тибетском автономном районе КНР. До 2014 года также назывался Шигадзе и имел статус города уездного значения.

## История
В 1959 году был создан уезд Шигадзе (日喀则县). В 1986 году постановлением Госсовета КНР уезд Шигадзе был преобразован в городской уезд в составе округа Шигадзе. В 2014 году округ Шигадзе был преобразован в городской округ, а бывший городской уезд Шигадзе стал районом Самджубдзе в его составе.

## Административное деление
Район Самджубдзе делится на 2 уличных комитета и 10 волостей.

## География и климат
Расположен на высоте 3600 м возле реки Брахмапутра, на слиянии с рекой Няньчу в западном Тибете.
| Показатель                    | Янв.  | Фев. | Март | Апр. | Май  | Июнь | Июль | Авг. | Сен. | Окт. | Нояб. | Дек.  | Год  |
| ----------------------------- | ----- | ---- | ---- | ---- | ---- | ---- | ---- | ---- | ---- | ---- | ----- | ----- | ---- |
| Средний суточный максимум, °C | 6,2   | 8,3  | 11,9 | 15,5 | 19,5 | 22,3 | 21,3 | 20,2 | 19,1 | 16,1 | 11,0  | 7,2   | 14,9 |
| Средний суточный минимум, °C  | −12,6 | −9,3 | −4,7 | −0,5 | 3,5  | 7,6  | 8,8  | 8,2  | 5,8  | −1,2 | −8,3  | −12,1 | −1,2 |
| Норма осадков, мм             | 4     | 2    | 6    | 2    | 18   | 64   | 129  | 152  | 56   | 5    | 9     | 0     | 430  |
| Источник: Weather China       |       |      |      |      |      |      |      |      |      |      |       |       |      |

## Транспорт
От Самджубдзе до Лхасы проходит хорошая автодорога, расстояние до Лхасы — около 250 км.
С 2010 года работает Аэропорт Мира Шигадзе, расположенный в 43 км от района, он связан с Чэнду авиакомпанией Тибетские авиалинии (Tibet Airlines)
В 2014 году открылась для пассажиров Железная дорога Лхаса — Шигадзе как продолжение Цинхай-Тибетской железной дороги.

## Достопримечательности
Здесь находится знаменитый монастырь Ташилумпо школы Гэлуг, один из самых крупных монастырей Тибета. В монастыре Ташилумпо находилась резиденция Панчен-ламы. Во времена раздроблённости Тибета, в периоды усиления князей области Цанг, город Шигадзе становился значимее Лхасы, и между Шигадзе и Лхасой могли возникать политические противостояния.
Примечателен также дзонг — городская крепость. В 1959 году после антикитайского восстания крепость была разрушена. Во времена, когда Шигадзе был столицей Тибета, здесь находилась королевская резиденция. В конце 2000-х годов на месте разрушенной крепости построена её копия (фотографии в разные годы).

## Галерея

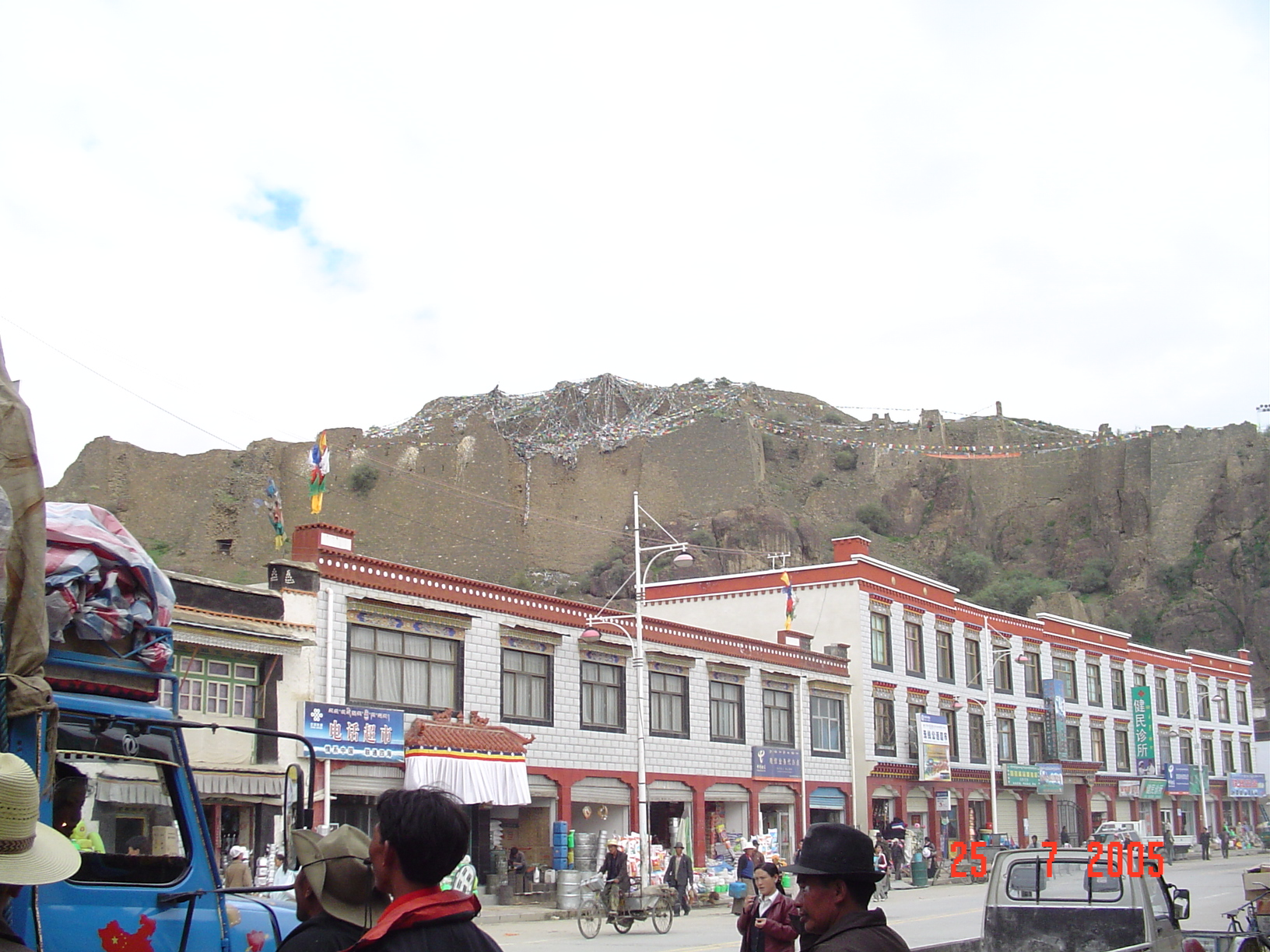
Вид на городскую крепость (дзонг) с улиц Самджубдзе
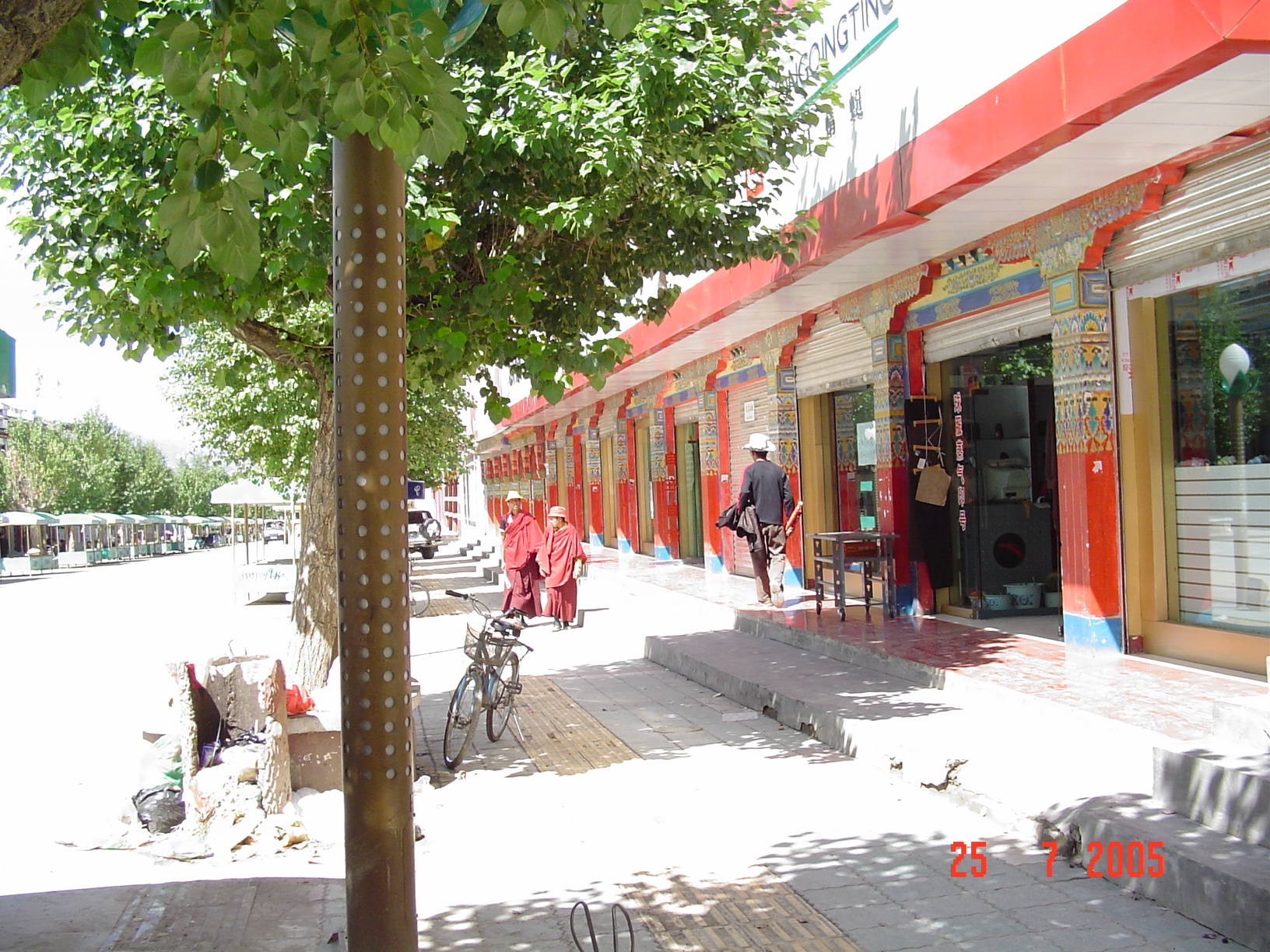
Улица в Самджубдзе
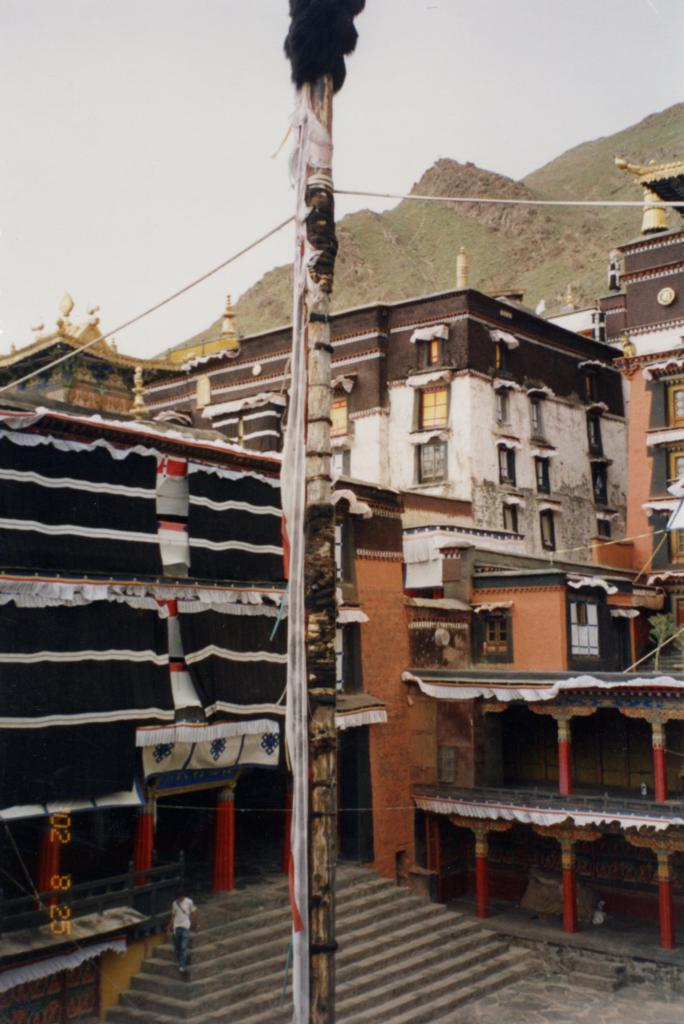
Общий вид монастыря в Самджубдзе